# Обман зрения (альбом)
«Обман зрения» — одиннадцатый студийный альбом рок-группы «Сплин», вышедший 8 октября 2012 года.

## История
Работа над альбомом началась летом 2011 года. На презентации перед журналистами лидер группы Александр Васильев рассказал, что все «неживые» звуки на пластинке были созданы при помощи iPad.
В течение 2012 года на студии «Добролёт» в Санкт-Петербурге альбом был записан и сведён. Об окончании записи было объявлено в июле 2012 года. Тогда же стало известно, что его презентация пройдёт 9 ноября в Москве в клубе «Stadium Live». На этом же концерте, по словам Васильева, должно было быть оглашено его название. Но уже 1 августа в Интернете появилась афиша концерта «Сплин» 1 октября во Владимире, на которой стояло название «Обман зрения». 3 сентября на сайте звукозаписывающей компании «Navigator Records» появилась первая официальная новость, содержащая это название.
21 сентября 2012 года был представлен первый сингл с нового альбома — «Дочь самурая». В этот день песня попала в ротацию на «Наше радио», была впервые исполнена на концерте в Великом Новгороде и стала доступна для платного скачивания на сайте «Navigator Records».
4 октября на сайте «Нашего Радио» для ознакомления были выложены отрывки из альбома. Официальная презентация для прессы состоялась 8 октября в московском клубе «16 тонн».
В альбоме представлены 14 композиций за авторством Александра Васильева, а также песня Александра Башлачёва «Петербургская свадьба». Башлачёву была посвящена песня «Летела жизнь».
Композиции «Дочь самурая» и «Страшная тайна» — посвящены соответственно Садако Сасаки и Сильвии Плат.
В альбом также вошла старая песня «Праздник» с пластинки «Раздвоение личности», но в новой аранжировке. 
«Черная Волга» была написана под значительным влиянием от «Дорожной истории» Владимира Высоцкого, как «эпитафия уходящей эпохе». По словам Васильева сам автомобиль «это символ эпохи, который растворился совсем недавно среди иномарок. Это был показательный, страшный автомобиль, он растворился и больше я его не вижу на улицах».
На пластинку не вошли засвеченное на официальном сайте и исполняемое на концертах «шуточное» стихотворение «Мы пилим бюджет» и кавер-версия на песню группы Аквариум «Пепел». О последней Васильев развернуто высказался:
Там очень необычная гармония. Мне нравятся такие дела, потому что «Аквариум» — это барокко – музыка и вокруг неё правильные гармонии, все соблюдено в гармонии. А тут уже у Бори в гармонии было заложено нечто необычное, и Курёхин такого туда добавил, что мы использовать даже не стали. Потому что когда мы попытались воспроизвести то, что он там играл, мне, например, жутко стало. Я попросил это не играть. Видимо Сергей этими гармониями раскачал своё сердце саркомой, я не шучу, мне кажется, эти две вещи взаимосвязаны. Поэтому я просто побоялся использовать эти ноты в этой лирике.

## Оформление
Первоначально обложку альбома нарисовал клавишник группы Николай Ростовский, но позже была изменена на созданную штатным художником «Navigator Records» Денисом Изотовым — «парнем, который знал все предыдущие альбомы группы». Публике она стала впервые доступна 21 сентября 2012 как сохранённая в MP3-версию песни «Дочь самурая».

## Критика
Александр Горбачёв, музыкальный критик журнала «Афиша», негативно отозвался о пластинке, отметив её «апатичный автоматизм и вялую безынициативность». Он сравнил её звучание со сборником «Нашествие. Шаг восьмой», а композицию «Дочь самурая» — с форматом радио «Шансон», но положительно оценил песни «В мире иллюзий» и «Праздник». По мнению Горбачёва, в «Обмане зрения» отражены настроения слушателей «Нашего радио» среднего возраста, которые «продолжают сидеть в своем углу», в отличие от представителей младшего и старшего поколений.
Николай Овчинников из газеты «Gaudeamus» описал альбом как «всё тот же северный рок из-за стенки в промозглой коммунальной квартире», при этом отметив его «гранитную стать, не прошибаемую ничем и абсолютно несгибаемую». Лучшей песней на альбоме, по его мнению, является «Летела жизнь».
Андрей Бухарин, ведущий обозреватель российского издания журнала «Rolling Stone», дал альбому умеренно положительную оценку, отметив: «сказать что-то конкретно плохое про него нельзя». Журналист сравнил его с «умиротворенным продолжением» предыдущего альбома группы — «Сигнала из космоса». Переломным моментом альбома, выделяющимся на фоне общего благополучия, он назвал «Петербургскую свадьбу», а «Волшебное слово» и «В мире иллюзий» — «откровенно проходными номерами». Как отмечает Бухарин, постоянная деятельность Александра Васильева отделяет «Сплин» от групп, «штампующих привычные диски».
Сам Александр Васильев в одном из интервью в рамках тура в поддержку охарактеризовал запись, как «переходной альбом для меня и для группы в каком-то смысле», отдав предпочтение уже готовящейся следующей записи группы. Песня «Ковш» по его словам «не отпускала, и несколько месяцев хотелось еще что-то в ней доделать». В итоге переработанная версия вышла под названием «Танцуй!» на второй части «Резонанса» в 2014 году.

## Список композиций
Автор текстов всех песен — Александр Васильев, за исключением 6 — Александр Башлачёв.
| №                   | Название                         | Длительность |
| ------------------- | -------------------------------- | ------------ |
| 1.                  | «Увертюра»                       | 1:43         |
| 2.                  | «Летела жизнь»                   | 2:30         |
| 3.                  | «Чёрная „Волга“»                 | 2:46         |
| 4.                  | «Лестница»                       | 2:18         |
| 5.                  | «Страшная тайна»                 | 2:24         |
| 6.                  | «Петербургская свадьба»          | 4:20         |
| 7.                  | «Дочь самурая»                   | 3:36         |
| 8.                  | «Фибоначчи»                      | 3:27         |
| 9.                  | «В мире иллюзий»                 | 2:58         |
| 10.                 | «Праздник» (Другая точка зрения) | 2:39         |
| 11.                 | «Ковш»                           | 3:00         |
| 12.                 | «Солнце взойдёт»                 | 3:35         |
| 13.                 | «Чудак»                          | 2:29         |
| 14.                 | «Волшебное слово»                | 4:24         |
| Общая длительность: | Общая длительность:              | 42:09        |

## Участники записи
| «Сплин»: - Александр Васильев — голос, электро-и акустические гитары - Вадим Сергеев — гитары - Дмитрий Кунин — бас-гитара - Николай Ростовский — клавишные - Алексей Мещеряков — барабаны, перкуссия | Другие участники: - Гуля Наумова — скрипка (1, 9, 10) - Наташа Назарова — виолончель (1, 9, 10) - Иван Неклюдов — саксофон (14) - Антон Вишняков — тромбон (14) - Саша Плюснин — труба (14) - Андрей Алякринский — запись, сведение - Борис Истомин — мастеринг - Иннокентий Агафонов — техподдержка - Евгений Барышников — техподдержка - Сергей Ветров — техподдержка |

## Видеоклипы
| Год  | Клип           | Режиссёр         |
| ---- | -------------- | ---------------- |
| 2011 | Летела жизнь   | —                |
| 2012 | Страшная тайна | Вадим Шатров     |
| 2013 | Дочь самурая   | Станислав Довжик |
| 2013 | Чудак          | —                |
| 2013 | Праздник       | —                |

## Чарты
| Чарт | Высшая позиция |
| ---- | -------------- |
| 2M   | 2              |

## Награды и номинации
| Награда        | Номинированная работа | Категория | Итог   |
| -------------- | --------------------- | --------- | ------ |
| Чартова дюжина | «Обман зрения»        | Альбом    | Победа |